# Неклітинні форми життя
Неклітинні форми життя — живі організми, що не мають клітинної будови. Найчастіше до цієї групи відносять віруси, проте деякі вчені вважають живими і простіші структури, такі як віроїди, вірусоїди, плазміди, транспозони та пріони.
У різних системах класифікації для них виділялись різні таксони, наприклад Ultrabionta (Бірджес, Олександр, 1928), Aphanobionta (Новак, 1930), Acytota (Джеффрі, 1971), проте такі пропозиції не отримали визнання. Останніми роками було запропоновано поділити всі живі організми на дві групи: ті, що кодують рибосоми (англ. ribosome encoding-organisms, REO, бактерії, археї та еукаріоти) та ті, що кодують капсид (англ. capsid encoding-organisms, CEO, віруси). Ця пропозиція також зазнала критики.
Існування неклітинних форм життя є предметом наукової суперечки, у зв'язку з тим, що чіткого та однозначного визначення поняття «життя» досі немає. Багато вчених вважають, що тільки клітинні організми можна вважати живими, наприклад вірусолог Марк ван Редженмортел (Marc van Regenmortel) стверджує:

| Найпростішою системою, яку можна назвати живою є клітина. Віруси ... неживі інфекційні об'єкти, про які в крайньому разі можна сказати, що вони ведуть щось на зразок позиченого життя.Оригінальний текст (англ.) The simplest system that can be said to be alive is a cell. Viruses ... are nonliving infectious entities that can be said, at best, to lead a kind of borrowed life. |
Такої ж думки дотримуються автори багатьох сучасних підручників із загальної біології та мікробіології. Тоді як в інших зазначається, що вважати віруси живими чи ні — це справа смаку; їх можна розглядати, як винятково складні комплекси хімічних речовин або як винятково прості мікроорганізми. Також існує думка, що віруси живі всередині клітини але неживі поза нею.

## Віруси

### Історичний огляд
Віруси були вперше відкриті 1892 року Дмитром Івановським при дослідженні мозаїки тютюну як інфекційні агенти, що можуть проходити через бактерійний фільтр. Назву «вірус» їм дав Мартинус Беєрінк, це слово латинською означає «отрута». Таким чином, назва відображала тогочасні уявлення про віруси як інфекційні рідини. Вивчаючи ящур у ВРХ Фрідріх Лефлер встановив, що насправді віруси є корпускулярними частинками, відмінними від бактерій. В той час вони вважалась живими організмами.
Багато вчених сподівались, що віруси можуть бути ключем до розгадки походження життя на Землі. Зокрема, Голдейн у своїй праці 1929 року «Походження життя» (англ. The origin of life) не тільки називав віруси живими, а й припускав що життя на нашій планеті впродовж багатьох мільйонів років існувало виключно у формі вірусів. Врешті під впливом Опаріна Голдейн змінив свою думку, однак вона ще довгий час залишалась впливовою. Із новими досягненнями у вивченні вірусів уявлення про них як про живі організми стало змінюватись. Зокрема, 1935 року Вендель Стенлі показав, що вірус мозаїки тютюну можна кристалізувати у вигляді двомірних паракристалів, і що за хімічною природою він є чистим білком (РНК у складі ВТМ була відкрита пізніше). Багато вчених стали вважати віруси «живими молекулами». Більшість даних з генетики та біохімії вірусів, накопичені у другій половині XX ст., вказують на те, що віруси не є живими.
На початку XXI ст. статус вірусів як живих організмів та їхнє положення у дереві життя було переглянуто у зв'язку з кількома подіями. Зокрема, у 2003 була відкрита родина гігантських мімівірусів — паразитів амеб. Секвенування геному одного з них, розміром 1,2 млн п.н., дозволило виявити велику кількість генів потрібних для транскрипції та трансляції гомологічних до клітинних. Окрім того, з'ясувалось, що в одного з мімівірусів — мамавіруса — є власний паразит — вірофаг Спутнік На думку вірусолога Жана-Мішеля Клавері, це відкриття доводить те, що віруси живі: «Нема сумніву, що це живий організм. Той факт, що він може захворіти, робить його живішим». Ще одне відкриття, а саме виявлення однакових білкових мотивів у капсидах бактеріофагів та вірусів еукаріот, було інтерпретовано, як свідчення древності вірусів і їхнього виникнення ще до розділення трьох доменів клітинних організмів. Патрік Фортерре запропонував нову гіпотезу про те, що віруси відіграли винятково важливу роль в еволюції клітинних — зокрема забезпечили «перехід» до використання ДНК замість РНК як генетичного матеріалу. На основі цих припущень пропонується внести віруси до дерева життя.

### Аргументи за і проти віднесення вірусів до живих організмів
Віднесення вірусів до живих організмів залежить, в першу чергу, від відповіді на питання: «Що таке життя?». Поки що не існує єдиного визначення цього поняття, а більшість наявних обов'язково включають хоча б одну із двох ознак:
- Наявність метаболізму, здатності до самоорганізації та самопідтримання. Наприклад, визначення де Дюва (1991): «Система, що може підтримувати себе у стані далекому від рівноваги, рости і розмножуватись завдяки постійному притоку енергії та матерії із середовища»;[1]
- Здатність до розмноження та еволюції. Наприклад визначення Мейнарда-Сміта (1986): «Об'єкти, що мають здатність до розмноження, мінливості та спадковості є живими»;[1]

Існують визначення, що включають обидві ознаки, наприклад прийняте NASA: «Самопідтримувальні хімічні системи здатні до еволюції за Дарвіном» (Джеральд Джойс, 1994).
За першою ознакою — наявністю обміну речовин і самопідтримання — віруси не можна вважати живими оскільки вони не мають енергетичного та каробонового метаболізму, а отже і здатності вловлювати і зберігати вільну енергію; віруси не є автономними системами. Проте багато вчених вважають, що формулювання «віруси не здатні підтримувати себе у природних умовах» є некоректним, оскільки клітини, які вони використовують для своєї життєдіяльності, є частиною природних умов. Клітинні організми також не можуть існувати цілком автономно — наприклад, тварини залежать від рослин або інших тварин як джерела живлення. Більше того, прихильники віднесення вірусів до живих організмів, наголошують, що не слід плутати поняття «вірус та віріон». Віріон (вірусна частинка) є тільки формою поширення вірусу, він метаболічно неактивний, так само, як спори бактерій або насіння рослин. Вірусну частинку можна описати хімічною формулою, наприклад поліовірус — C332 652H492 288N98 245O131 196P7 501S2 340 (Віммер, 1993), проте такий редукціоністський підхід не дозволяє відобразити істинної його природи. 1983 року Банеда висловив думку про те, що саме внутрішньоклітинна фаза життєвого циклу вірусу повинна вважатись онтогенетичною стадією зрілості:
| У цій фазі вірус демонструє всі головні фізіологічні властивості інших організмів: метаболізм, ріст та розмноження. Таким чином життя дійсно присутнє.Оригінальний текст (англ.) In this phase the virus shows the major physiological properties of other organisms: metabolism, growth, and reproduction. Therefore, life is an effective presence. |
Ряд вірусологів, таких як Рауль, Фортерре, Клавері, підтримують ідею про те, що справжній організм вірусу — це «вірусна фабрика» в клітині, і плутати віріон з вірусом, це як плутати людину із сперматозоїдом. Фортерре вважає, що, інфікуючи клітину, вірусна частинка перетворює її у вірус, через що пропонує вважати віруси клітинними організмами. Разом із Дідьє Раулем він запропонував поділити всі живі організми на дві групи: ті, що кодують рибосоми, та ті, що кодують капсид.
Щодо другої ознаки живого — здатності до розмноження, спадковості, мінливості та еволюції, то вона переважно трактується «на користь» вірусів. Наприклад Сальвадор Лурія вважав віруси живими, пояснюючи це таким чином:

| Віруси — незалежні генетичні системи. Вони не є випадково відділеними фрагментами клітинного геному. Вони наділені спадковою неперервністю, здатністю до мутацій, та містять набори генів, що злагоджено діють для продукції нових вірусів. Вони мають власну еволюцію, принаймні до деякої мірі незалежну від еволюції організмів, в яких вони розмножуються.Оригінальний текст (англ.) Viruses are independent genetic systems. They are not accidentally separated fragments of a cell genome. They are endowed with genetic continuity and mutability, and contain sets of genes working in concert to make more virus. They have their own evolution, which is independent, to some extent at least, of the evolution of organisms in which they reproduce. |
Проте існує думка, що віруси не відтворюються і не еволюціонують; їх відтворюють клітини, і клітини ж забезпечують їхню еволюцію. Навіть якщо віруси мають власні ДНК- або РНК-полімерази, то їх функціонування повністю залежить від клітини.
Екард Віммер, один із дослідників, що синтезували поліовірус in vitro, дотримується думки, що віруси змінюють свій стан від неживого до живого:

| Коли мене питають, живий поліовірус чи неживий, я відповідаю — так. Я розглядаю віруси як об'єкти, що чергують фази, впродовж яких вони живі і неживі. Поза межами клітини живителя, поліовірус мертвий як м'ячик для пінг-понгу. Це хімічна речовина, яку можна очистити до гомогенності і кристалізувати. ...Як і звичайні хімічні речовини поліовірус можна синтезувати у пробірці. Проте, коли поліовірус, хімічна речовина, потрапляє в клітину, він має план виживання. Його проліферація підкоряється законам еволюції: спадковості, генетичній мінливості, природному добору, еволюції до різних видів і так далі, тобто поліовірус слідує тим самим правилам, що і живі організми. Оригінальний текст (англ.) When I am asked whether poliovirus is a non-living or a living entity, my answer is yes. I regard viruses as entities that alternate between non-living and living phases. Outside the host cell, poliovirus is as dead as a ping-pong ball. It is a chemical that has been purified to homogeneity and crystallized. ... Just like a common chemical, poliovirus has been synthesized in the test tube. Once poliovirus, the chemical, has entered the cell, however, it has a plan for survival. Its proliferation is then subject to evolutionary laws: heredity, genetic variation, selection towards fitness, evolution into different species and so forth—that is, poliovirus obeys the same rules that apply to living entities. |

## Інші біологічні об'єкти
До живих об'єктів інколи також зачислюють так звані егоїстичні генетичні елементи, наприклад плазміди, транспозони, віроїди. Багато із них мають власні пристосування для копіювання та розповсюдження. Проте такі об'єкти мають ще менше автономності, ніж віруси. Окремий випадок становлять пріони — інфекційні білки. Це форми нормальних клітинних білків зі зміненою конформацією, що можуть перетворювати нормальні клітинні гомологи у собі подібні. Таким чином пріони автокаталітично розмножуються, їх інколи називають білковими генами. На думку деяких біологів, зокрема Джошуа Ледерберга, будь-яка система органічного світу буде неповною, якщо не дати відповіді на питання, куди помістити пріони, плазміди та інші субклітинні біологічні об'єкти із деякими ознаками живого.